# La Tribune de Bruxelles
La Tribune de Bruxelles était le premier hebdomadaire bruxellois d'information, 470 numéros ont été publiés et il a cessé de paraître le 30 octobre 2012.

## Présentation
Il a été créé par Caroline Hamaide. Gratuit, il était diffusé chaque semaine tous les mardis dans La Libre Belgique, la Commission européenne, les stations de métro du réseau STIB.
La Tribune de Bruxelles se définit comme un hebdomadaire pédagogique, vif et direct, tout en montrant un Bruxelles dynamique et ambitieux. Son slogan est d'ailleurs : "Les Bruxellois parlent aux Bruxellois".
Ce journal souhaitant faire une approche du concept américain du blog, il utilise une blogosphère pour présenter la capitale belge. C'est un urban news loisirs, conso et culture qui propose un agenda des sorties et des rubriques pour tout connaître de Bruxelles
Statistiques : 315.000 lecteurs LDP, 52 % de PRA 
Rédacteur en chef : Elodie Weymeels